# Luis Alberto Riart
Luis Alberto Riart Vera (Esquina, Argentina, 21 de juny de 1880 – Asunción, Paraguai, 1 d'octubre de 1953) fou un advocat paraguaià. Fou president del Paraguai des del 17 de març de 1924 al 15 d'agost de 1924.

## La seva vida
Neix a Esquina, Argentina, el 21 de juliol de 1880 i es radica amb els seus pares, el català Geroni Riart i Bernaus i la paraguaiana Gregoria Vera més tard en Villa Florida, Paraguai. El seu pare Geroni Riart havia nascut a la masia Cal Massana a Montargull, la Noguera, el 1844, i havia emigrat a Sud-amèrica.
A Villa Florida transcorre la infància de Luis Alberto Riart i a aquesta localitat realitza els seus estudis primaris. La secundària i els seus estudis universitaris els realitza a la capital, Asunción, on també obté el seu títol de doctor en Dret i Ciències Socials.
Igual que Manuel Gondra, Riart va poder nacionalitzar-se paraguaià i exercir plenament tots els seus drets polítics i fins i tot ser president de la república gràcies a una llei implementada posteriorment a la Guerra de la Triple Aliança. Aquesta llei donava nacionalitat paraguaiana plena a tothom que hagués nascut a l'exterior del país i que hagués tingut pare o mare paraguaians nadius.
Es va casar amb Adela Bello. Mor a Asunción l'1 d'octubre de 1953.

## El seu govern
Per cobrir la renúncia d'Eligio Ayala es fa càrrec de la gestió administrativa de l'estat el 17 de març de 1924. Governa fins al 15 d'agost del mateix any. El seu govern sols va durar quatre mesos i vint-i-nou dies.
Durant el seu breu govern es va limitar a administrar el país per completar el període presidencial i donar lloc a eleccions. Va prendre mesures per estabilitzar la moneda i va iniciar el programa armamentístic per la defensa del Chaco.

## Vida de docent
Entre 1906 i 1916 assumeix la presidència de l'Instituto Paraguayo. El 1913 participa de la fundació de la Unión Patriótica, una organització propiciada pel mencionat institut, i exerceix la titularitat junt amb Emilio Aceval. També presideix l'Instituto de Alta Cultura Paraguayo-Argentino.

## Obres
Fou Ministre d'Hisenda, dues vegadas Ministre de l'Interior, Ministre de Guerra i Marina i Canceller. Assumeix com a President Provisional de la República del Paraguai des del 17 de març fins al 15 d'agost de 1924. Sent Canceller li toca signar el 1935 el protocol de pau Riart-Elio, pel qual finalitzen les disputes de límits amb Bolívia. El 1913 va ser integrant de la Comissió de Codis. El 1916 és Ministre de l'Interior de Manuel Franco amb José P. Montero, però per desacords amb Montero renuncia el 25 d'agost de 1919. El 12 d'abril de 1923 és designat Ministre d'Hisenda al gabinet provisional d'Eligio Ayala. El 1924 es ministre interí de guerra i marina. El 1931 compleix les mateixes funcions a la fugaç gestió de González Navero, fins al gener de 1932. José P. Guggiari el designa director d'economia.
Entre 1935 i 1936 fou ministre de Relacions Exteriors d'Eusebio Ayala. Anteriorment, el 12 de juny de 1935, firma l'històric protocol Riart-Elío de pau amb Bolívia. El 21 de juliol de 1938 subscriu amb la delegació paraguaiana el tractat de pau, amistat i límits amb el mateix país. El 15 d'agost de 1939 assumeix la vicepresidència del Paraguai, durant el mandat inicial del general Estigarribia.

## Lideratge polític
El 8 d'agost de 1904 integra la llista dels que es refugien a territori argentí després de descobrir-se a la capital els inicis del moviment que acabaria bel·licament. Va participar del pacte d'unió dels segments cívics i radical, integrant-se abans a la comissió central d'aquest grup. El 1928 és candidat a la convenció del seu partit, però perd, tot i que per pocs vots.
Va acompanyar el Mariscal Estigarribia fins al seu «jo napeolònic» de l'11 de febrer de 1940, després s'allunya arran del cop d'estat del 18 de febrer de 1940. El Dr. Luis Alberto Riart, dins dels seus principis liberals, no va poder acceptar de cap manera aquella situació.